# Zatropie (Chęciny)
Zatropie – część miasta Chęciny w Polsce, położona w województwie świętokrzyskim, w powiecie kieleckim, w gminie Chęciny.
W latach 1975–1998 Zatropie administracyjnie należało do województwa kieleckiego.